# Virgichneumon nivaliensis
Virgichneumon nivaliensis är en stekelart som först beskrevs av Berthoumieu 1903.  Virgichneumon nivaliensis ingår i släktet Virgichneumon och familjen brokparasitsteklar. Inga underarter finns listade i Catalogue of Life.